# Dagmar Klímová
Dagmar Klímová, rozená Rychnová (2. února 1926 Praha — 2. března 2012 Kutná Hora), byla česká slovesná folkloristka.

## Rodina
Dagmar Klímová se narodila 2. února 1926 do rodiny hudebníka. Celý život prožila v Praze, její rodové kořeny však zasahovaly na Pelhřimovsko, kde také později uskutečnila terénní sběry k tematice lidové písně i lokálních pověstí. Jak později vzpomínala, možná již v genech přirozeně získala cit pro lidovou kulturu; dědeček byl každému vynikajícím společníkem a vypravěčem a prababička vládla nad uměním lidového léčitelství.
Na počátku 60. let se vdala za Josefa Klímu, asyriologa a odborníka na klínopisné právo Přední Asie. Také díky manželovu zainteresování později přispívala komparatistickými studiemi klínopisných pramenů pro folkloristiku a rovněž orientalistiku. S manželem i za studijními či pracovními povinnostmi často a ráda cestovala do zahraničí, poznala mnoho evropských zemí.

## Studium
Během nepokojných let 1938–1945 studovala na reálném gymnáziu ve Sládkově ulici a na Strossmayerově náměstí v Praze. Velkou inspirací pro pozdější výběr zaměření dalšího studia jí byly především hodiny českého jazyka, vedené tehdejším ředitelem gymnázia Václavem Starým, který ji dokázal nadchnout pro systematické odkrývání a výklad odkazu Karla Jaromíra Erbena.
V závěru gymnaziálních studií, tedy v roce 1944, byla Dagmar Klímová totálně nasazena jako pomocná dělnice ve Vejnarově parní prádelně v pražských Vysočanech. Tehdy, jestliže okolnosti dovolily, docházela do knihovny Uměleckoprůmyslového muzea a četbou různorodých titulů, obzvláště pak v německém a francouzském jazyce, se připravovala pro vysokoškolské studium.
Nejprve si v roce 1945 na filozofické fakultě Univerzity Karlovy zvolila obory český jazyk a dějepis, roku 1950 ovšem již dokončila studium etnografie a slovanské filologie. Zde studovala mj. u profesora Karla Chotka, který rovněž ovlivnil její další odborné směřování. Pod jeho vedením se totiž účastnila terénních výzkumů slovesného folkloru sousedských vypravěčských besed v horňáckých obcích Nová Lhota a Javorník nad Veličkou, kam se také v pozdějších letech osobně i ve své práci příležitostně navracela.
Titul doktor filozofie získala v roce 1950, kandidátkou historických věd se stala roku 1961.

## Profesní specializace
Po studiu působila od roku 1950 jako vědecká síla ve Státním ústavu pro lidovou píseň, posléze mezi lety 1954–1983 v Ústavu pro etnografii a folkloristiku Československé akademie věd. V roce 1991 získala pozvání k vedení folkloristického semináře na Mnichovské univerzitě, o rok později přednášela na Univerzitě J. E. Purkyně v Ústí nad Labem. Po mnoho let činorodě přispívala jako členka k aktivitám České národopisné společnosti a International Society for Folk Narrative Research. Mimo to se během celé kariéry podílela na popularizaci své disciplíny a rozšiřování zorného pole veřejnosti, a sice přednáškami, články v tisku nebo také tematickými programy v rádiu. Odborné statě publikovala česky i cizojazyčně v oborových či multidisciplinárních časopisech, sbornících a rovněž samostatně v monografiích. Kompletní bibliografie Dagmar Klímové byla připravena redakcí Národopisné revue a vyšla jako samostatná příručka tiskem v roce 2007.
Výzkumný zájem Dagmar Klímové byl zasvěcen folklorním žánrům, především pohádce, pověsti historické, pověrečné i současné, také písni či drobným formám, jako je rčení nebo anekdota, a to i v mezinárodním kontextu. Zaměřila se taktéž na dělnický folklor, pracovala dále na studiích na pomezí literární vědy a lingvistiky, např. analyzovala několik děl fantasy literatury.
Při terénním sběru a podrobném studiu folklorních žánrů ji jako jednoho z prvních badatelů nezajímala pouze textová složka, ale obzvláště přirozené prostředí, kde se folklor stával živoucím, vypravěči a jejich repertoár, posluchači a jejich reakce na vypravěče i vyprávěné, atmosféra a životnost vypravěčských příležitostí.
Dodnes aktuální a zajímavý je její metodologický přístup k látce, totiž snaha o systematičnost a uvedení námětu do souvislostí; k některým svým studiím dokonce připojila návrh koncepce katalogizace.